# Рогнедино
Рогне́дино (рос. Рогнедино) — селище міського типу, центр Рогнединського району Брянської області, Росія.
Населення селища становить 3 082 особи (2006; 3 354 в 2002).

## Географія
Селище розташоване на одній з невеликих приток річки Габ'я, правої притоки Десни.

## Історія
Рогнедино вперше згадується в 985 році у зв'язку з поселенням тут княгині Рогніди, першої дружини київського князя Володимира, яку вислали сюди через спробу вбити свого чоловіка.

## Економіка
В селищі працює льонозавод, в околицях ведеться видобуток торфу.

## Видатні місця
- Залишки Смоленської церкви (1842)